# Heerenveen

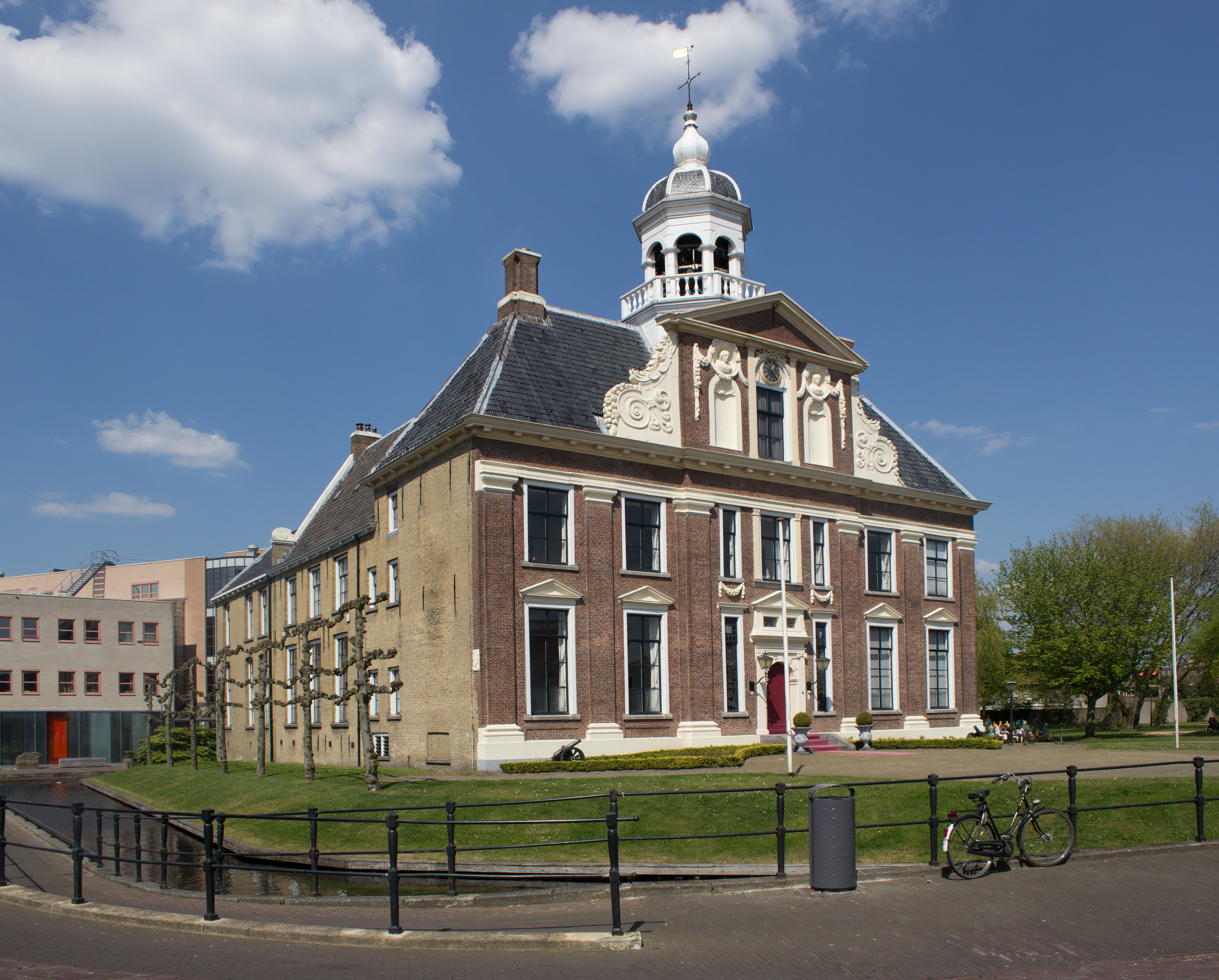
Rådhuset i Heerenveen.

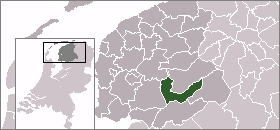
Lägeskarta

Heerenveen (frisiska It Hearrenfean) är en kommun i provinsen Friesland i Nederländerna. Kommunens totala area är 140,15 km² (där 4,97 km² är vatten) och invånarantalet är på 42 811 invånare (2005).

## Industri
Cykeltillverkaren Batavus.